# Tafjordolyckan
Tafjordolyckan var en katastrof i dåvarande Norddals kommun (nuvarande Fjords kommun) i Møre og Romsdal fylke i västra Norge. Olyckan inträffade den 7 april 1934 när en del av fjället Langhammaren rasade ned i fjorden och den efterföljande vågen, som var att likna vid en tsunami, spolade bort hus och människor långt från rasplatsen. 40 människor dog.

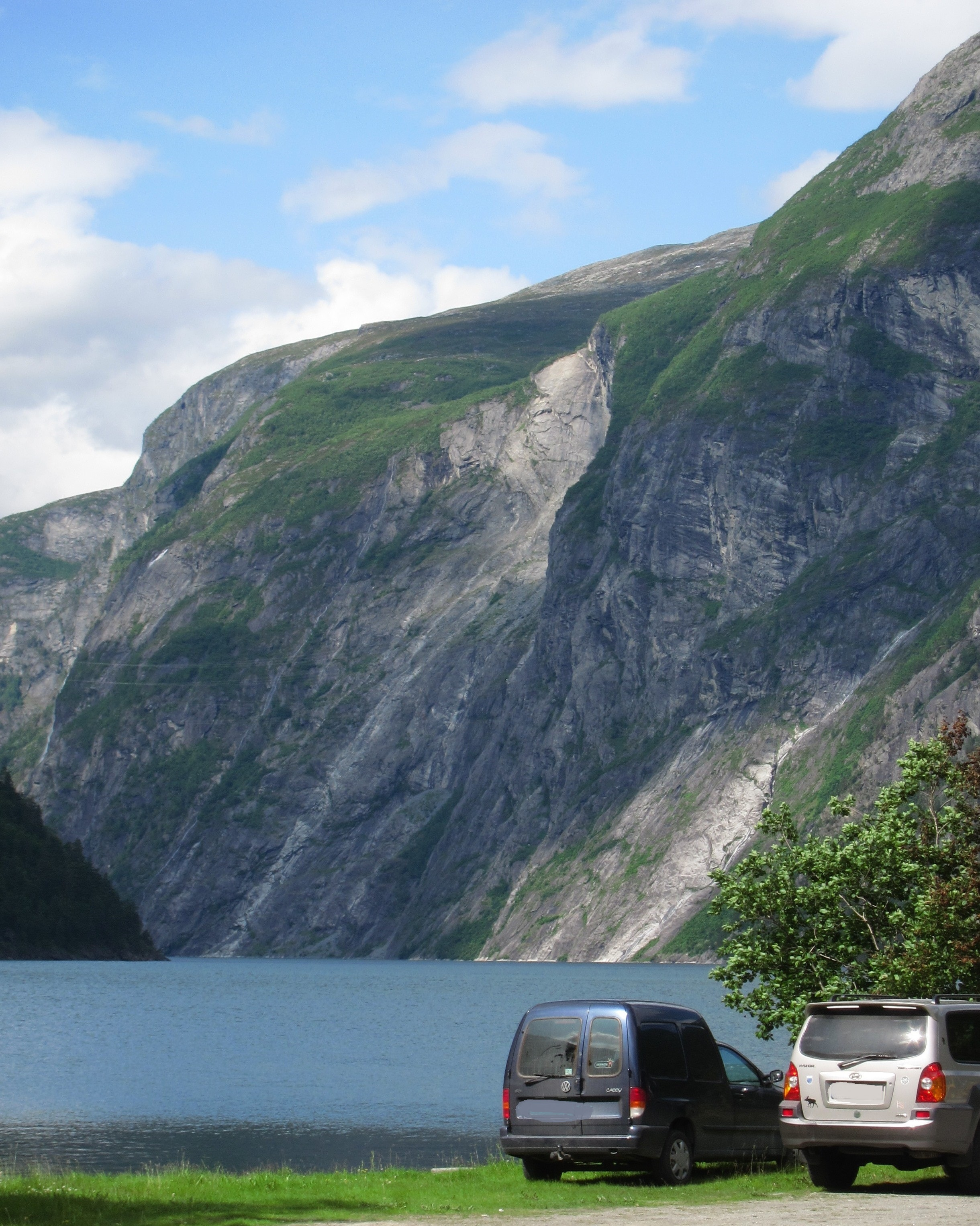
Det ljusa fältet på fjällsidan visar var de 3 miljonerna kubikmeter lossnade och föll i fjorden. Bilden är från samhället Tafjord.

Det fanns tidigt tecken på att det fanns risk att det skulle bli ras från Langhammaren. Redan 1870 visste befolkningen i närheten att det fanns allvarliga sprickor i berget, sprickor som utvidgades för varje år som gick. Fiskare och andra som rodde eller färdades på fjorden höll sig långt ifrån Langhammaren, men ingen kunde ana att byar även långt borta var hotade.

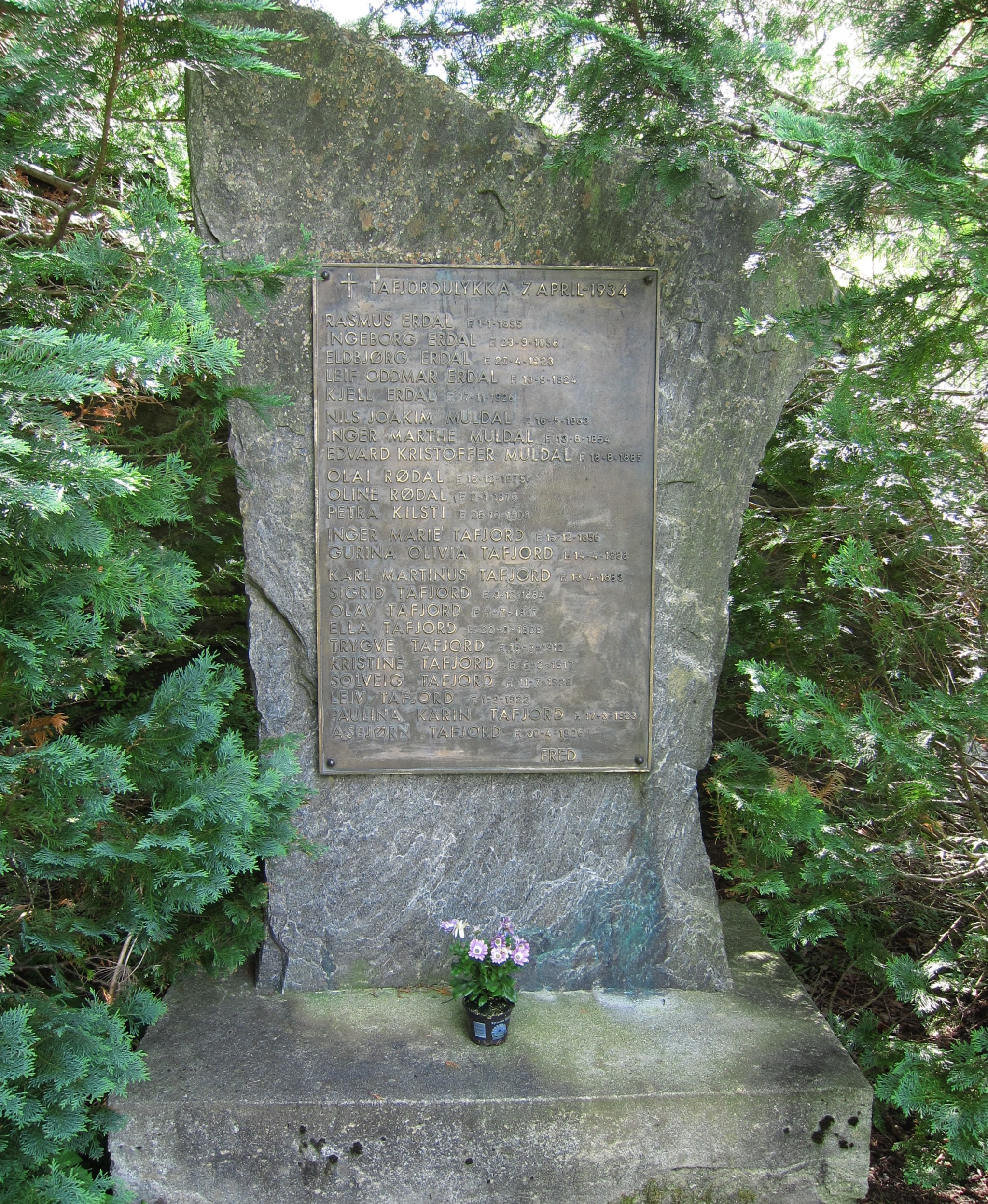
Minnesmärke över förolyckade, Tafjords centrum.

Tidigt på natten den 7 april 1934 väcktes befolkningen i området av ett dån. 3 miljoner kubikmeter sten från Langhammaren föll ned i fjorden från 730 m höjd. Vågbildningen var enorm. Allra närmast nedslagsplatsen var vågorna 64 meter höga. Vågorna spreds i fjordsystemet, och bara några minuter senare nådde vågorna, som då var 16–17 meter höga, samhällena Tafjord, Fjørå och Sylte. Tafjord var värst drabbat. I en familj dog föräldrarna och åtta av de tolv barnen. Totalt dog 23 personer i Tafjord. I Fjørå sköljdes sex hus bort och 17 människor omkom. Många hade räddat sig genom att springa upp till högre belägen mark.
Förödelsen i området var enorm. Hus, båtar, bryggor, vägar och odlingsbar jord hade sköljts bort. Olyckan blev förstasidesstoff i hela Europa. Hjälpinsamlingar i Norge gav 500 000 norska kronor, som skulle delas ut till de drabbade. Men i slutänden tyckte staten att det nog var i mesta laget, och hela summan betalades inte ut till de nödlidande.
Det finns inte många spår kvar i dag av olyckan. Rasmassorna ligger på botten av den djupa fjorden, men minnet lever i bygden. Nya hot om att andra fjäll i området är instabila (framför allt Åknesfjellet), har gjort att norska regeringen de senaste åren har prioriterat en övervakningscentral i samhället Stranda, som skall varna för väntade kommande ras, som kan vara ett stort hot mot turistorter i Geirangerfjorden.